# Крылова, Анна Игоревна
Анна Игоревна Крылова (англ. Anna I. Krylov; род. 6 мая 1967, Донецк) — профессор химии Университета Южной Калифорнии (USC), работает в области теоретической и вычислительной квантовой химии. Она является изобретателем метода спин-флип. Крылова является президентом Q-Chem, Inc. и избранным членом Международной академии квантовых молекулярных наук и Европейской академии.

## Образование
Крылова родилась 6 мая 1967 года в Донецке Украинской ССР. Получила степень магистра наук (с отличием) по химии Московского государственного университета в 1990 году и защитила докторскую диссертацию (с отличием) в Еврейском университете в Иерусалиме, работая под руководством профессора Роберта Бенни Гербера (1991—1996). Её исследования на степень доктора философии в Центре Фрица Габера были сосредоточены на молекулярной динамике кластеров и матриц инертных газов.

## Карьера
После получения докторской степени в 1996 году она присоединилась к группе профессора Мартина Хед-Гордона в Калифорнийском университете в Беркли в качестве постдокторского научного сотрудника, где она стала заниматься разработкой методов электронной структуры. В 1998 году она поступила на химический факультет Университета Южной Калифорнии.

### Исследования
Профессор Крылова возглавляет лабораторию iOpenShell, исследовательскую группу, занимающуюся теоретическим моделированием частиц с открытой оболочкой и электронно-возбуждённых частиц. Она разрабатывает надёжные методы чёрного ящика для описания сложных многоконфигурационных волновых функций, таких как связанные кластеры и подходы уравнения движения (или линейного отклика). Она разработала подход с переворотом спина, который расширяет методы связанных кластеров и функционала плотности на бирадикалы, трирадикалы и разрыв связи. Крылова также внесла свой вклад в развитие концепций молекулярных орбиталей в рамках волновых функций многих тел и в расширение теории молекулярных орбиталей на область нелинейных оптических свойств и метастабильных электронных состояний. Кроме того, Крылова разрабатывает теории многих тел для описания метастабильных электронных состояний (резонансов) и инструменты для моделирования спектроскопии, включая нелинейные оптические свойства и переходы между основными уровнями. Крылова также известна разработкой эффективных алгоритмов и программного обеспечения для вычислений в области квантовой химии. Она является одним из разработчиков библиотеки libtensor с открытым исходным кодом для расчётов многих тел и пакета электронной структуры Q-Chem.
Используя инструменты вычислительной химии и в сотрудничестве с многочисленными экспериментальными лабораториями, Крылова также исследует роль радикалов и электронно-возбуждённых частиц в таких различных областях, как горение, химия газовой и конденсированной фаз, астрохимия, солнечная энергетика, хранение квантовой информации, биоимиджинг и светоиндуцированные биологические процессы. Она является соавтором более 270 публикаций и прочитала около 300 приглашённых лекций, в том числе лекцию Лёвдина 2012 года в Уппсальском университете Швеции, лекцию Коулсона 2013 года в Университете Джорджии и лекцию Дэвисона 2018 года в Университете Северного Техаса.

### Научное просвещение
Крылова разработала учебные материалы (вычислительные работы и учебные пособия), направленные на повышение грамотности химиков в области квантовой химии. Она также разработала фильмы для популяризации науки. Два фильма iOpenShell, Shine a Light и Laser, с сентября 2009 года были просмотрены на YouTube более 66 000 раз. В 2015 году Крылова выступила с публичной лекцией в серии «Городские беседы» научно-исследовательского центра Тельюрайд под названием «Молекулы и свет: история жизни, смерти и наших поисков знаний».

### Награды
Крылова получила мировое признание, в частности, за изобретение метода спин-флип. В 2007 году она получила медаль Дирака WATOC за «выдающиеся исследования новых методов в теории электронной структуры для описания разрыва связи, в частности, метод спин-флип» и Премию Агнес Фэй Морган за исследования, присуждаемую Национальным почётным обществом Йота Сигма Пи за выдающиеся научные достижения женщине-химику или биохимику в возрасте до 40 лет. Она является лауреатом исследовательской премии Фридриха Вильгельма Бесселя от Фонда Александра фон Гумбольдта за разработку надёжных методов электронной структуры для частиц с открытой оболочкой и электронно-возбуждённых частиц и творческое использование теории ab initio для понимания химии биомолекул, промежуточных продуктов реакции и фотоиндуцированных процессов; а также лауреатом премии за теоретическую химию 2012 года от отдела физической химии Американского химического общества. Кроме того, Анна получила награды: USC Melon Mentoring Award, Hanna Reisler Mentoring Award от программы WiSE, признание преподавателей USC Phi Kappa Phi и INSIGHT Into Diversity Inspiring Women in STEM. В 2017 году Крылова была отмечена премией Милдред Дрессельхаус от Центра сверхбыстрой визуализации DESY в Гамбурге, Германия. В 2018 году она была удостоена стипендии Саймонса в области теоретической физики от Фонда Саймонса. В 2019 году она получила престижную премию Эрла К. Плайлера Американской физической ассоциации за молекулярную спектроскопию и динамику: «Инновационная работа по разработке высокоточной теории электронной структуры для интерпретации спектроскопии радикалов, возбуждённых состояний и ионизационного резонанса в малых молекулах, биомолекулах и растворённых веществах в конденсированной фазе».
Крылова является членом Американского физического общества, Американского химического общества, Королевского химического общества и Американской ассоциации содействия развитию науки.

### Профессиональные достижения
Крылова входила в состав редколлегий многих рецензируемых журналов, в том числе Annual Review of Physical Chemistry, Journal of Chemical Physics, Journal of Physical Chemistry, Chemical Physics Letters, International Journal of Quantum Chemistry, Physical Chemistry–Chemical Physics, Molecular Physics и Wires Computational Molecular Science. Она была приглашённым редактором специальных выпусков журнала J. Phys. Chem. в честь профессора Бенни Гербера и профессора Ханны Рейслер, специального выпуска журнала Chemical Reviews on Theoretical Modeling of Excited-State Processes и специального выпуска журнала «Physical Chemistry–Chemical Physics on Quantum Information Science». В настоящее время она является заместителем редактора журналов «Physical Chemistry-Chemical Physics» (RSC) и «Wires Computational Molecular Science» (Wiley).
Крылова организовала множество симпозиумов и является членом правления WATOC и Международного общества теоретической химической физики. Она является президентом Q-Chem Inc. и разработчиком Q-Chem, одной из ведущих в мире программ квантовой химии ab initio. Кроме того, она является избранным членом Международной академии квантово-молекулярных наук и избранным членом (иностранным) Европейской академии.

## Активизм
Крылова активно участвует в продвижении гендерного равенства в областях STEM, особенно в теоретической химии. Она создала и поддерживает веб-каталог «Женщины в теоретической и вычислительной химии, материаловедении и биохимии», в котором в настоящее время перечислены более 400 учёных, занимающих постоянные и срочные академические должности или эквивалентные должности в промышленности, национальных лабораториях и других ведущих научно-исследовательских учреждениях. Она выступила с несколькими докладами о гендерном равенстве в STEM, включая лекцию на международном симпозиуме в Уппсале, Швеция.
Крылова является ярой сторонницей свободы слова и академической свободы. Она является одним из основателей Альянса академической свободы и членом его комитета академического руководства. Её статья «Опасность политизации науки» набрала более 75 000 просмотров и, по данным Altmetric, является самой популярной статьей в журнале «Journal of Physical Chemistry Letters» за всё время.